# Urbanista
Urbanista (planista przestrzenny):

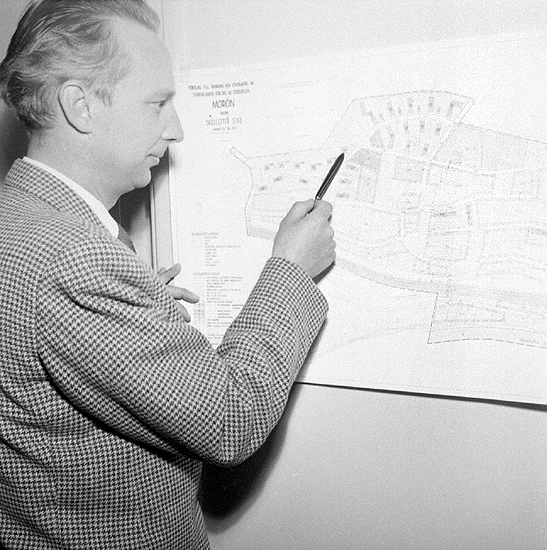
urbanista

1. specjalista zajmujący się projektowaniem rozmieszczenia poszczególnych funkcji (mieszkaniowej, produkcyjnej, wypoczynkowej, komunikacyjnej) w zurbanizowanej (miejskiej) przestrzeni geograficznej, pod kątem skutecznego zaspokajania wszystkich potrzeb osób ją zamieszkujących i użytkujących, zgodnie z wymogami ładu przestrzennego i społecznego, ochrony wartości architektonicznych i krajobrazowych, ochrony środowiska przyrodniczego, racjonalności (ekonomicznej) struktur osadniczych i sieci infrastruktury;
2. naukowiec zajmujący się teorią budowy miast, prowadzący badania i studia w zakresie osadnictwa miejskiego;
3. osoba  opracowująca programy i projekty planów budowy, rozbudowy oraz modernizacji miast lub części jego terenów, wykonująca jednocześnie nadzór nad płynną i skuteczną ich realizacją (urbanistyka operacyjna);
4. kreator ładu przestrzennego w strukturze zurbanizowanej;
5. twórca mający prawo do samodzielnego wykonywania prac (utworów urbanistycznych) w skali regionalnej i lokalnej, do których zaliczamy: krajowy, wojewódzkie i miejscowe plany zagospodarowania przestrzennego, studia uwarunkowań i kierunków zagospodarowania przestrzennego, fizjografie urbanistyczne (ekofizjografie) oraz inne opracowania określone w ustawie z dnia 27 marca 2003 roku o planowaniu i zagospodarowaniu przestrzennym (Dz.U. z 2003 r. nr 80, poz. 717).

Zawód ten należy do tak zwanej grupy zawodów regulowanych.
Zawód urbanisty w latach 2000–2014 posiadał status zawodu zaufania publicznego oraz swoje prawnie określone jednostki organizacyjne w postaci krajowej i okręgowych izb urbanistów.
Urbanista zawodowo zajmuje się tematyką (problematyką) planowania miast i ulepszania przestrzeni miejskich, a co za tym idzie także podnoszenia jakości życia w przestrzeniach zurbanizowanych. Specyfika tego zawodu wymaga szerokiej, interdyscyplinarnej wiedzy oraz umiejętności interpersonalnych (mediator, propagator, edukator).
W Polsce istnieje Towarzystwo Urbanistów Polskich.